# Степной (Левокумский район)
Степно́й — посёлок в составе Левокумского района (муниципального округа) Ставропольского края России.

## Варианты названия
- Беликов[источник не указан 1742 дня]
- Дьчковский
- Дьяченковский
- Дьячковский[3]

## География
Расстояние до краевого центра: 227 км.
Расстояние до районного центра: 18 км.

## История
Основан в 1900 году на землях Беликова, позже земля была приобретена ставропольским купцом Дьячковым.
Указом Президиума Верховного Совета РСФСР от 10 сентября 1963 года хутор Дьячковский Левокумского сельского района переименован в Степной.
До 16 марта 2020 года Степной входил в состав сельского поселения Владимировский сельсовет.

## Население
| 1925 | 1989 | 2002 | 2010 | 2014 | 2021 | 2022 |
| ---- | ---- | ---- | ---- | ---- | ---- | ---- |
| 153  | ↘107 | ↗113 | ↘103 | ↘100 | ↘94  | ↘84  |

По данным переписи 2002 года, 66 % населения — даргинцы.

## Кладбище
- Общественное открытое кладбище площадью 2,5 м²[13]